# جانوين

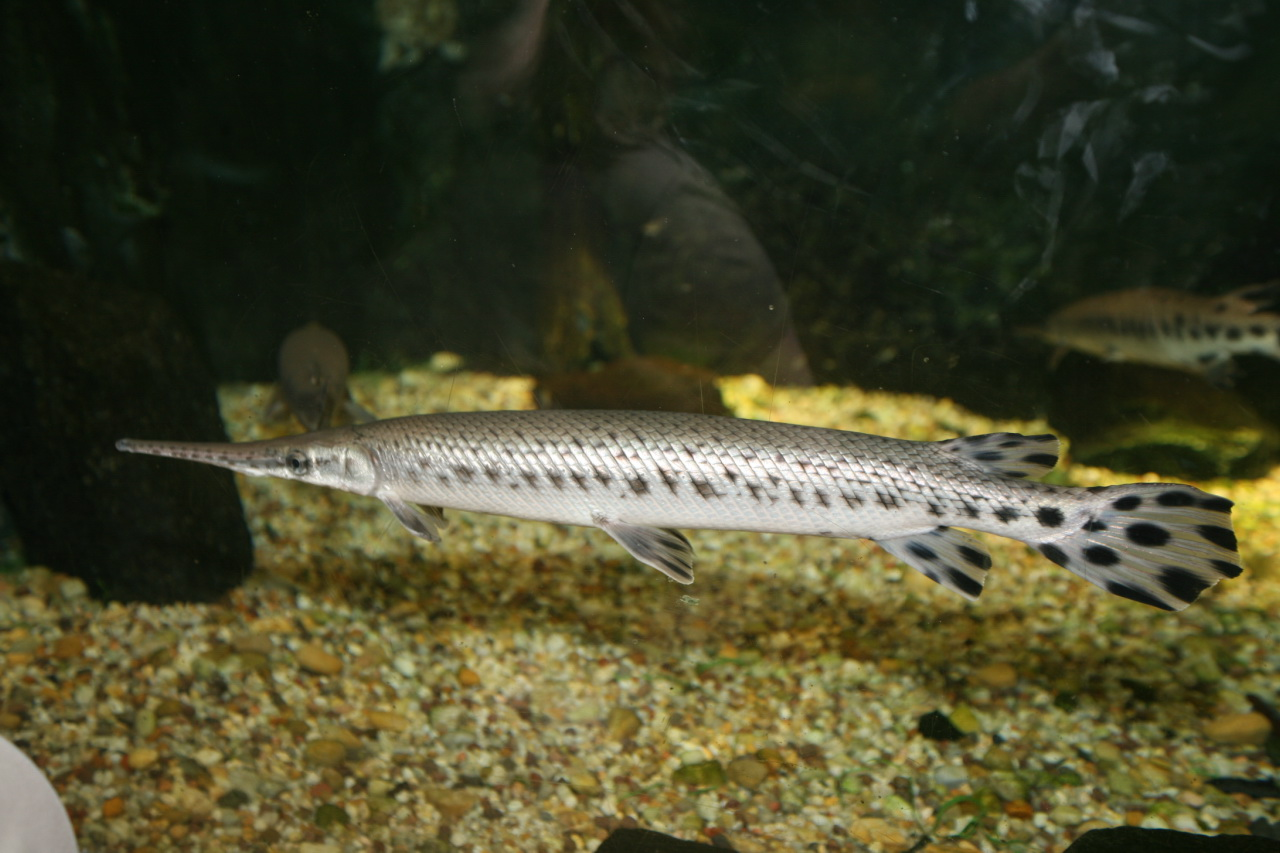

الجانوين (Ganoine) أو (ganoin) هو نسيج ممعدن شفاف متعدد الطبقات غالبًا ما يحيط بالحراشف وعظام الجمجمة وأشعة الزعانف في بعض الأسماك شعاعية الزعانف. ويتكون هذا النسيج من معادن الأباتيت الشبه براقة والقضيبية الشكل ونسبة لا تزيد عن 5% من المواد العضوية. ومجموعات السمك الموجودة حاليًا التي تتسم بوجود الجانوين هي كثيرات الزعانف وسمك الرمح، ولكن الجانوين كان أيضًا سمة رئيسة في العديد من الأصانيف المنقرضة. والجانوين من الخصائص التي تميز الحراشف.
وكان الجانوين سمة قديمة في الأسماك شعاعية الزعانف حيث وجد على حراشف الجذور الأصلية للأسماك الذهبية اليدوية (Cheirolepis) الجناحية الشعاعية. في حين أنها تعد غالبًا تواسمًا مشتركًا مع الأسماك شعاعية الزعانف، ويوجد الجانوين أو شبيه الجانوين أيضًا في الشوك قشريات المنقرضة.
وطرح البعض فكرة أن الجانوين هو في واقع الأمر تنادد مع مينا الأسنان في الفقاريات ويصل الأمر إلى عدة من أنواع المينا. لا شك أن الجانوين يحتوي على بروتينات شبيهة بالأميلوجينين وبه مكون معدني شبيه بالمكون الموجود في مينا الأسنان رباعية الأرجل.